# Unione Sportiva Primavera Rugby
L'Unione Sportiva Primavera Rugby è un'associazione sportiva dilettantistica italiana di rugby a 15 fondata a Roma nel 1976.

## Storia
Fonte: sito ufficiale
Nata nel 1976 con lo scopo di occuparsi del settore minirugby del CUS Roma, negli anni ottanta diventò una realtà riconosciuta del rugby romano iniziando a schierare le proprie formazioni Under-17 e Under-19; del 1985-86 il titolo di campione d'Italia Under-17.
Nel 1991 la dirigenza decise d'iscrivere la prima squadra al campionato di serie C2. Già nella seconda stagione 1992-93 la formazione senior vinse il campionato, guadagnando la promozione in C1. Nel 1998 la promozione in serie B, che trascinò i risultati di tutte le altre categorie, con la rappresentativa giovanile Under-21 promossa nel massimo campionato nazionale.
Dell'anno 2000 la collaborazione con la Polisportiva S.S. Lazio Rugby 1927, attraverso la creazione di una nuova Società: la S.S. Lazio & Primavera Rugby, realtà che fondeva le prime squadre dei due club più le selezioni giovanili Under-21. Con l'approdo della squadra in serie A, nacque anche la formazione cadetta che affrontò agilmente i campionati di serie C2 e C1, ma che si vide sbarrate le porte della serie B per via di una deformità burocratica. Questo causò un allontanamento dei giocatori della seconda squadra dal progetto "Lazio&Primavera", ripartendo dal campionato di serie C con una nuova Società: l'Amatori Roma.
Nel 2004 l'U.S. Primavera tornò a competere in completa autonomia inscrivendosi in serie C e il ritorno in serie B si concretizzò al termine della stagione 2007-08. Dopo sette stagioni disputate stabilmente in serie B, nel 2014-15 la formazione allenata da Daniele Montella e capitanata da Nicola Leonardi venne promossa in serie A dopo lo spareggio promozione con Civitavecchia.
Nel luglio 2012 nacque il progetto "Rugby-Autismo" in collaborazione con la ONLUS "L'emozione non ha voce", per «affrontare la sfida dell'autismo con il supporto della palla ovale».
Nella stagione 2016-17 la Primavera cambiò, per la prima volta nel corso della sua storia, la sede di allenamento e degli incontri ufficiali dal centro sportivo Giulio Onesti agli impianti di Tor di Quinto.

## Cronistoria
| Cronistoria dell’Unione Sportiva Primavera Rugby |
| --- |
| - 1976 · Fondazione dell'Unione Sportiva Primavera Rugby - 1976-91 · Attività giovanile - 1991-92 · 1ª serie C2 promozione in serie C1 - 1992-93 · Serie C1 - 1993-94 · Serie C1 - 1994-95 · Serie C1 - 1995-96 · Serie C1 - 1996-97 · Serie C1 - 1997-98 · Serie C1 promozione in serie B - 1998-99 · Serie B - 1999-2000 · Serie B - 2000 · Fusione con la Polisportiva S.S. Lazio Rugby 1927 e nascita della Lazio&Primavera Rugby - 2004-05 · Serie C - 2005-06 · Serie C - 2006-07 · Serie C - 2007 · Scioglimento del sodalizio con la S.S. Lazio Rugby 1927 - 2007-08 · Serie C promozione in serie B - 2008-09 · 9º girone D serie B - 2009-10 · 10º girone D serie B - 2010-11 · 10º girone D serie B - 2011-12 · 10º girone D serie B - 2012-13 · 10º girone D serie B - 2013-14 · 4º girone D serie B - 2014-15 · 1ª pool 1 girone D serie B promozione in serie A - 2015-16 · 3ª pool retrocessione 1 serie A - 2016-17 · 6ª pool promozione 1 serie A - 2017-18 · 5ª pool seconda fase 1 serie A - 2018-19 · 3ª play-out serie A retrocessione in serie B - 2019-20 · serie B; stagione annullata - 2020-21 · serie B; stagione annullata - 2021-22 · serie B /> promozione in serie A - 2022-23 . serie A |

## Palmarès

### Competizioni giovanili
- Campionati italiani Under-17: 1
1985-86[2]

## Presidenti
- 1976-1984 · Giannini Attilio
- 1985-1989 · Bruno Esposito
- 1990-1991 · Giannini Attilio
- 1992-1997 · Enrico Ottaviani
- 1998-2002 · Gianni Leonardi
- 2003-2006 · Patrizio Casazza
- 2007-2008 · Filippo Taliente
- 2008-2017 · Lorenzo Zilieri Dal Verme
- 2018- · Fabrizio Roscioli

## Giocatori
Tra i giocatori che hanno vestito i colori del club, si ricordano: Daniele Piervincenzi, Oliviero Fabiani, David Fonzi, Michele Lamaro, Giovanni Montemauri, Emanuele Leonardi, Nicola Leonardi, Ludovico Nitoglia, Luca Petillo e Simone Santamaria.

### Bacino di riferimento
Quartieri e zone urbanistiche di Roma: Flamino, Prima Porta, Parioli, Trieste, Nomentano, Salario, Fidene, Prati Fiscali, Roma Centro, Tor di Quinto.